# C-35
La autovía  C-35   o Autovía Vidreras-Llagostera es una autovía autonómica catalana, en España, que une Vidreras y Llagostera. Con una longitud de 15 km, empieza en el enlace de la Autopista del Mediterráneo  AP-7 , en Massanet de la Selva y finaliza en Llagostera con la conexión de la autovía  C-65  hacia San Felíu de Guixols.
En el año 1973 inauguraron las obras de la primera fase del Plan de Infraestructura Viaria de la Costa Brava que contaba los accesos Vidreras-Lloret de Mar, Vidreras-San Feliu de Guíxols y Gerona-Palamós, se incluyeron en este programa de la primera fase, las variantes de las poblaciones como Vidreras y Llagostera y mejora de la carretera entre Vidreras y San Feliu de Guíxols.
2 años antes de la inauguración de la primera fase del Plan de Infraestructura Viaria de la Costa Brava, había inaugurado el tramo Gerona Norte-Massanet de la Selva de la autopista de peaje del Mediterraneo  AP-7 , donde enlaza con la variante de Vidreras de un tramo de 4,5 kilómetros cuya inauguración fue en la Semana Santa del año 1971, y era el primer acceso de la primera fase del Plan de Infraestructura Viaria de la Costa Brava, incluyendo un pequeño tramo desdoblado desde el mismo enlace de la autopista hasta la carretera  C-65 .
El desdoblamiento de la carretera iniciaron las obras en el año 2006 y duraron unos dos años hasta que se inauguraron el 20 de junio de 2008.

## Tramos
| Denominación | Tramo | km        | Año servicio                                                                         |
| ------------ | --- | --------- | ------------------------------------------------------------------------------------ |
| C-35         | Variante de Vidreras Tramo: Massanet de la Selva AP-7 - Vidreras Sur C-65 Tramo: Vidreras Sur C-65 - Vidreras Este Tramo: Vidreras Sur C-65 - Vidreras Este | 3 1,5 1,5 | 2 carriles por sentido: 1971 1 carril por sentido: 1971 2 carriles por sentido: 2008 |
| C-35         | Vidreras Este - Llagostera Oeste | 7         | 2 carriles por sentido: 2008                                                         |
| C-35         | Variante de Llagostera Tramo: Llagostera Oeste - Llagostera Este Tramo: Llagostera Oeste - Llagostera Este                                                  | 5,8 5,8   | 1 carril por sentido: 1973 2 carriles por sentido: 2008                              |